# Jozef Van Looy
Jozef Van Looy, né le 2 mars 1916 à Nijlen et mort le 19 mars 1958, est un footballeur international belge actif dans les années 1940 et au début des années 1950. Il est surtout connu pour sa période au KAA La Gantoise, où il occupe le poste de milieu de terrain.

## Carrière

### Joueur
Jozef Van Looy commence le football au KFC Nijlen, le club de sa ville natale, qui atteint la Promotion, alors troisième et dernier niveau national, en 1937. En 1942, il est recruté par La Gantoise, une équipe qui évolue en Division d'honneur, l'élite nationale belge. Il s'y impose rapidement dans le onze de base et inscrit seize buts durant sa première saison au club. Au fil des saisons, il devient un des piliers de l'équipe et ses bonnes prestations lui permettent d'obtenir une première convocation en équipe nationale belge pour disputer une rencontre amicale en mai 1950. Il a alors déjà 34 ans et 77 jours, ce qui fait de lui le joueur le plus âgé à jouer sa première rencontre avec les « Diables Rouges ». Son record sera battu par deux gardiens de but à la fin des années 1990, Philippe Vande Walle et Dany Verlinden. Il joue encore pendant trois ans puis décide de prendre sa retraite sportive en 1953, à l'âge de 37 ans, une longévité rare pour l'époque.
Jozef Van Looy meurt cinq ans après, le 19 mars 1958, quelques jours après son 42e anniversaire.

## Statistiques
| Saison                | Club                  | Championnat           | Championnat | Championnat | Coupe(s) nationale(s) | Coupe(s) nationale(s) | Total | Total |
| Saison                | Club                  | Division              | M.          | B.          | M.                    | B.                    | M.    | B.    |
| 1937-1938             | KFC Nijlen            | Division 3            | -           | -           | 0                     | 0                     | 0     | 0     |
| 1938-1939             | KFC Nijlen            | Division 3            | -           | -           | 0                     | 0                     | 0     | 0     |
| 1941-1942             | KFC Nijlen            | Division 3            | -           | -           | 0                     | 0                     | 0     | 0     |
| Sous-total            | Sous-total            | Sous-total            | -           | -           | 0                     | 0                     | 0     | 0     |
| 1942-1943             | KAA La Gantoise       | Division 1            | 26          | 16          | 0                     | 0                     | 26    | 16    |
| 1943-1944             | KAA La Gantoise       | Division 1            | -           | -           | 0                     | 0                     | 0     | 0     |
| 1944-1945             | KAA La Gantoise       | Division 1            | -           | -           | 0                     | 0                     | 0     | 0     |
| 1945-1946             | KAA La Gantoise       | Division 1            | -           | -           | 0                     | 0                     | 0     | 0     |
| 1946-1947             | KAA La Gantoise       | Division 1            | -           | -           | 0                     | 0                     | 0     | 0     |
| 1947-1948             | KAA La Gantoise       | Division 1            | -           | -           | 0                     | 0                     | 0     | 0     |
| 1948-1949             | KAA La Gantoise       | Division 1            | -           | -           | 0                     | 0                     | 0     | 0     |
| 1949-1950             | KAA La Gantoise       | Division 1            | -           | -           | 0                     | 0                     | 0     | 0     |
| 1950-1951             | KAA La Gantoise       | Division 1            | -           | -           | 0                     | 0                     | 0     | 0     |
| 1951-1952             | KAA La Gantoise       | Division 1            | -           | -           | 0                     | 0                     | 0     | 0     |
| 1952-1953             | KAA La Gantoise       | Division 1            | -           | -           | 0                     | 0                     | 0     | 0     |
| Sous-total            | Sous-total            | Sous-total            | 26          | 16          | 0                     | 0                     | 26    | 16    |
| Total sur la carrière | Total sur la carrière | Total sur la carrière | 26          | 16          | 0                     | 0                     | 26    | 16    |

## Carrière internationale
Jozef Van Looy compte une convocation et un match joué en équipe nationale belge. Celui-ci a lieu le 18 mai 1950 lors d'un match amical face à l'Angleterre et se solde par une défaite 1-4.
Le tableau ci-dessous reprend toutes les sélections de Jozef Van Looy. Le score de la Belgique est toujours indiqué en gras.
| Date       | Compétition  | Adversaire | Lieu      | Score | Remarque |
| ---------- | ------------ | ---------- | --------- | ----- | -------- |
| 18/05/1950 | Match amical | Angleterre | Bruxelles | 1-4   |          |